# Susana Zabaleta

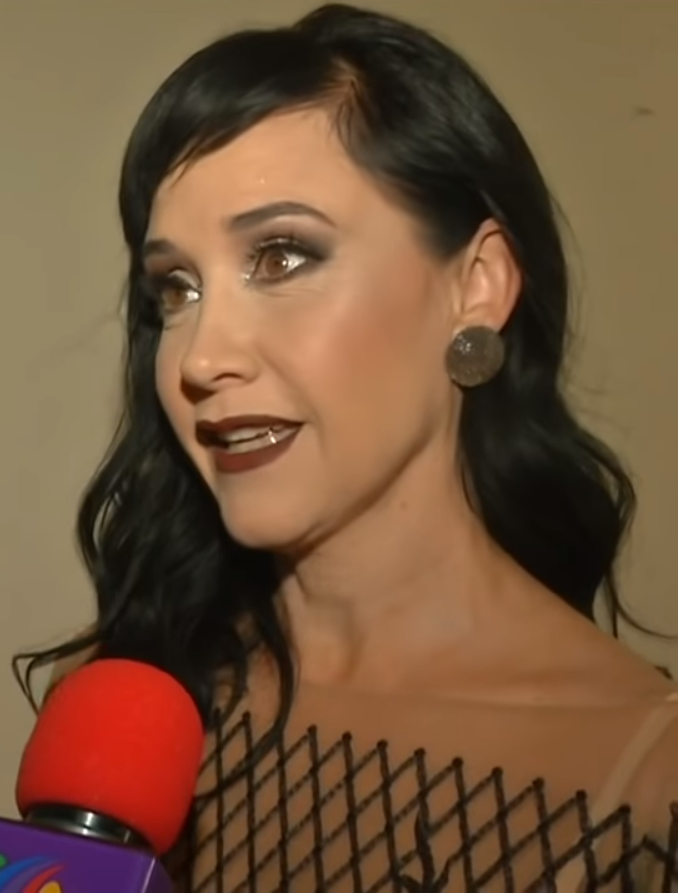
Susana Zabaleta, 2017

Susana Zabaleta Ramos (* 30. September 1964 in Monclova) ist eine mexikanische Sängerin (Sopran) und Schauspielerin.
Zabaleta besuchte die Escuela Superior de Musica de Monterrey, studierte Operngesang in Florenz und trat in Opernaufführungen von La Traviata, L’elisir d’amore und Dido and Aeneas auf. In den 1980er Jahren wechselte sie von der Oper zum Musiktheater und wirkte in Produktionen wie Barnum (1986), El Violinista en el Tejado (1986), Magnolias de Acero (1988), Mi Vida Es Mi Vida (1988), Don Quijote de la Mancha (1988), Sorpresas (1989) und Qué Plantón (1989) mit. 1991 hatte sie die Rolle der Jelylorum in der einer spanischsprachigen Aufführung von Andrew Lloyd Webbers Cats in Mexiko-Stadt.
Im gleichen Jahr hatte sie Auftritte in den Telenovelas Al Filo de la Muerte, Milagro y Magia und Cadenas de Amargura. Ihr Debütalbum ¿...O Fue un Sueño? nahm sie 2002 mit dem Produzenten Luis Carlos Esteban in Madrid auf. 1995 sang sie in den spanischsprachigen Version des Disney-Films Pocahontas den Song Colores en el Viento.
In der Regie ihres damaligen Ehemannes, dem mexikanischen Filmregisseur und -produzent Daniel Gruener, spielte sie 1996 in dem Horrorfilm Sobrenatural die Hauptrolle der Dolores Berthier. Im Folgejahr veröffentlichte Zabaleta ihr zweites Album Desde el Baño und trat in dem Film Elisa Antes del Fin del Mundo auf. Mit der Telenovela Una Luz en el Camino kehrte sie 1998 zum Fernsehen zurück. Für ihre Darstellung der Ana in Antonio Serranos Film Sexo, pudor y lagrimas erhielt sie einen der sechs Premios Ariel (als beste Schauspielerin), mit denen der Film ausgezeichnet wurde.
2000 trat sie in dem Musical El Hombre de la Mancha und der Telenovela Mi Destino Eres Tú auf, im Folgejahr in der romantischen Komödie Vivir Mata. Im Jahr 2002 veröffentlichte sie zwei Alben (El Pasado Nos Vuelve und Pasar and Navidad),  2004 Quiero Sentir Bonito, 2005 Para Darle Cuerda al Mundo und 2006 De la A a la Z, ein Doppelalbum mit Liveaufnahmen mit dem Komponisten und Pianisten Armando Manzanero. 2007 trat sie in der Fernsehserie Sexo y Otros Secretos auf und brachte das Album Te besqué heraus.